# Premio Buone Notizie
Il Premio Buone Notizie nasce nel 2009. Il focus principale è dare valore alle buone notizie, promuovendo i giornalisti, i comunicatori e le persone che fanno buona informazione, sapendo cogliere gli aspetti positivi della quotidianità. È anche un incubatore di buone pratiche perché sceglie la «Buona Notizia dell'anno» e promuove iniziative speciali culturali in località difficili italiane, spesso ad alta presenza mafiosa, come la venuta dei finalisti 2019 del Premio Strega a Casal di Principe e il festival letterario «Transit», ma promuove anche, come spin-off, il festival letterario «Un Borgo di Libri» e la «Summer School Ucsi di Giornalismo Investigativo» a Casal di Principe. Il nome per esteso è «Premio Buone Notizie – Civitas Casertana»: si tiene nella Biblioteca del Seminario di Caserta, nella settimana in cui ricorre la festa di San Francesco di Sales, santo patrono dei giornalisti (24 gennaio). La manifestazione nasce da un'idea dell’UCSI Caserta, in collaborazione, tra gli altri, con la Diocesi di Caserta e il Corso di Comunicazione per addetti stampa del terzo settore, ecclesiali e istituzionali dell’ISSR e l’Ordine dei Giornalisti della Campania. È patrocinato da Ordine nazionale dei Giornalisti e Federazione nazionale della Stampa. Il Premio ha ricevuto il plauso e il sostegno da parte del Quirinale e in particolare dell'ex Presidente della Repubblica Giorgio Napolitano.

## Funzionamento e giuria
Ogni anno, entro la fine di giugno, cento allievi di Facoltà di Lettere o Corsi di Scienze della Comunicazione della Campania segnalano una rosa di nomi al Comitato Tecnico Scientifico. Vengono selezionati, di solito, cinque uomini e cinque donne, poi scremati fino a quattro dal Comitato. Il premio consiste materialmente in una scultura in bronzo fusa in edizione unica da don Battista Marello.
Il Comitato Tecnico Scientifico è composto da un rappresentante dell’Assostampa di Caserta; dal presidente dell’UCSI di Caserta; dal direttore dell’Ufficio Comunicazioni sociali della Diocesi di Caserta; da un rappresentante del Corso di Comunicazione per addetti stampa e da un rappresentante del movimento letterario "Scriveremo". Dal 2013, fa parte della giuria anche un rappresentante dell’Ordine dei Giornalisti della Campania. Al 2023 risultano membri: Luigi Ferraiuolo (segretario generale), Michele De Simone, Ottavio Lucarelli e i direttori dei quotidiani che sostengono il Premio (Il Mattino di Napoli, Corriere della Sera, Famiglia Cristiana, Avvenire, L'Osservatore Romano, TV2000 e InBlu2000). Il presidente onorario, senza diritto di voto, è il vescovo pro tempore della Diocesi di Caserta (dal 2020 Pietro Lagnese). Sono stati presidenti onorari del Premio i monsignori Raffaele Nogaro, Pietro Farina, Angelo Spinillo e Giovanni D'Alise.

## Vincitori
- 2009: Giovanni Minoli, Rosario Giuè, Raffaele Nogaro
- 2010: Giuseppe De Carli, Franca Zambonini
- 2011: Stefano De Martis, Carmen Lasorella, Marco Tarquinio
- 2012: Maria Concetta Mattei, Stefano Maria Paci, Antonio Spadaro
- 2013: Aldo Cazzullo, Pippo Corigliano, Pietro Farina, Angelo Scelzo, Sarah Varetto
- 2014: Giovanna Chirri, Ferruccio de Bortoli, Massimo Milone
- 2015: Alessandro Barbano, Lucio Brunelli, Renata Maderna, Paolo Ruffini; premio Buona notizia: Hicham Ben ’Mbarek
- 2016: Maria Grazia Capulli, Marcello Masi, Domenico Quirico;[9] premio Buona notizia: Angelo Ferro
- 2017: Federico Lombardi, Eric Jozsef, Safiria Leccese, Arturo Mari;[10] premio Buona notizia: Ernesto Pellegrini
- 2018: Elisabetta Soglio, Benedetta Rinaldi, Flavia Taggiasco, Carlo De Blasio;[11] premio Buona notizia: Giuseppe Guzzetti[12]
- 2019: Antonio Rizzolo, Alessandra Sardoni, Stefano Lampertico[13]
- 2020: Andrea Monda, Maria Pia Ammirati, Gabriele Romagnoli[14]
- 2022: Ivan Zazzaroni, Angela Frenda, Alberto Ceresoli[15]
- 2023: Monica Maggioni, Nello Scavo, L'Osservatore di Strada;[16][1] premio Buona notizia: Associazione Lorenzo Guarnieri[17]
- 2024: Giovanni Grasso, Giuseppina Paterniti, Paolo Marchi;[18] premio Buona Notizia: Banda Rulli Frulli[19]